# Lithraea molleoides
Lithraea molleoides är en sumakväxtart som först beskrevs av Vell., och fick sitt nu gällande namn av Adolf Engler. Lithraea molleoides ingår i släktet Lithraea och familjen sumakväxter. Inga underarter finns listade i Catalogue of Life.